# CD75
CD75 (synonym β-Galactosid-α-2,6-Sialyltransferase 1) ist ein Oberflächenprotein und ein Enzym aus der Gruppe der Sialyltransferasen.

## Eigenschaften
CD75 überträgt Sialinsäuren von Cytidinmonophosphat-Sialinsäure auf Galactose-haltige Biomoleküle. CD75 wird durch Cytidintriphosphat gehemmt. CD75 bindet an CD22. CD75 befindet sich im Golgi-Apparat und an der Zellmembran. Durch Proteolyse wird CD75 von einer membranständigen in eine lösliche Form überführt. CD75 ist glykosyliert und phosphoryliert. Es gibt zwei Isoformen von CD75. Es wird in Keimungszentren von Lymphknoten und von vielen follikulären Lymphomen gebildet.